# لحم غزال (مسلسل)
لحم غزال هو مسلسل تلفزيوني مصري عرض عام 2021 خلال شهر رمضان، من بطولة غادة عبد الرازق، ومن إخراج محمد أسامة.

## قصة المسلسل
تتنكر عالية (غادة عبد الرازق)، في دور سيدة تدعى غزال، وتبحث عن نجلها الذي اختفى أو هرب دون أن يجري تحديد سبب اختفاءه، وتلجأ للتخفي في شخصية سيدة فقيرة، تعمل في أسواق بيع اللحوم في إحدى الأسواق الخاصة لها لدى كبير معلمي السوق الحاج مأمون (أحمد خليل)، وابنه علي (شريف سلامة)، في حين تعمل معها كمساعدة فتاة تدعى شوق (مي سليم).

## طاقم العمل
- غادة عبد الرازق: (عالية / غزال)
- شريف سلامة: (علي)
- عمرو عبد الجليل: (صبحي قرن)
- مي سليم: (شوق)
- وفاء عامر: (قدرية)
- خالد كمال: (سيد جلالة)
- محمد شاهين: (سعيد ماسورة)
- أحمد صفوت: (أشرف)
- عبدو شاهين: (يوسف)
- رحاب الجمل: (عفاف)
- جيهان خليل: (زينة)
- وليد فواز: (عمار)
- سماء إبراهيم: (أم بسنت)
- حمدي الميرغني: (أبو نعسة)
- مصطفى أبو سريع: (سوستة)
- ياسر الطوبجي: (شوقي)
- بسنت شوقي: (تونة)
- هاجر عفيفي: (رحمة - زوجة أبو نعسة)
- دنيا المصري
- حنان يوسف
- أحمد خليل: (الحاج مأمون - ضيف شرف)
- أشرف عبد الغفور: (ضيف شرف)
- محمد التاجي: (المعلم نصار - ضيف شرف)
- خالد محمود: (كرم)
- يوسف وائل نور (كريم)
- جمال يوسف
- محمود الجابري: (الضابط علاء)
- جيهان أنور
- إيمي طلعت زكريا
- مالك عماد: (طفل)
- غنوة محمود